# Německé volby do spolkového sněmu 2002
Německé federální volby 2002 se konaly 22. září 2002. Gerhard Schröder, který se stal kancléřem, pokračoval v koalici se stranou zelených.

## Volební výsledky
|  | Politická strana                    | Počet hlasů | Procenta (změna) | Procenta (změna) | Mandáty (změna) | Mandáty (změna) | Mandáty v % |
|  | ----------------------------------- | ----------- | ---------------- | ---------------- | --------------- | --------------- | ----------- |
|  | Sociálnědemokratická strana Německa | 18 484 560  | 38,5%            | ▼ -2,4%          | 251             | ▼ -47           | 41,6%       |
|  | Křesťanskodemokratická unie         | 14 164 183  | 29,5%            | ▲ +1,1%          | 190             | ▼ -8            | 31,5%       |
|  | Křesťansko-sociální unie Bavorska   | 4 311 513   | 9,0%             | ▲ +2,2%          | 58              | ▲ +11           | 9,6%        |
|  | Spojenectví 90/Zelení               | 4 108 314   | 8,6%             | ▲ +1,9%          | 55              | ▲ +8            | 9,1%        |
|  | Svobodná demokratická strana        | 3 537 466   | 7,4%             | ▲ +1,1%          | 47              | ▲ +4            | 7,8%        |
|  | Strana demokratického socialismu    | 1 915 797   | 4,0%             | ▼ -1,1%          | 2               | ▼ -34           | 0,3%        |
|  | Strana právní ofenzívy              | 400 476     | 0,83%            | -                | -               | -               | -           |
|  | Republikáni                         | 280 671     | 0,58%            | -                | -               | -               | -           |
|  | Národnědemokratická strana Německa  | 215 232     | 0,44%            | -                | -               | -               | -           |
|  | Strana pro ochranu zvířat           | 159 655     | 0,33%            | -                | -               | -               | -           |